# Odón I de Blois
Eudes I (también escrito Odo u Odón; 950-12 de marzo de 996), conde de Blois, Chartres, Reims, Provins, Châteaudun, y Omois, era el hijo de Teobaldo I de Blois y Luitgarda de Vermandois, hija de Heriberto II de Vermandois. Recibió el título de conde palatino, tradicional en su familia del rey Lotario de Francia.
Como sus parientes, los condes de Vermandois, Odón fue fiel a los carolingios en contra de los Capetos. Tras la guerra que tuvo lugar entre su padre y el arzobispo de Reims, Odalrico, por la posesión del castillo de Coucy, recibió el castillo del arzobispo como encomienda.
Durante la década de los 70, participó en las guerras por el control de Bretaña en apoyo de Conan I. En 977 fallece su padre y Odón le sucede en sus condados.
En 998 ayuda a Carlos de Lorena en la toma de Laon. En 991 abandona a los lotaringios en Dreux y pone sitio a Melun, territorio controlado por Bouchard el Venerable, vasallo de Hugo Capeto. Hugo, se unió a Ricardo I de Normandía y Fulco Nerra y acudió a levantar el sitio.
En torno a 995, Odón entró en guerra con Fulco, a la sazón en guerra con Conan de Bretaña. Odón se alió con su cuñado Guillermo IV de Aquitania y Balduino IV de Flandes. Incluso su viejo enemigo, Ricardo de Normandía, luchó junto a él contra Fulco. En el invierno de 995-996 sitiaron Langeais, aunque Odón enfermó y fue llevado al monasterio de Marmoutier en Tours, donde falleció el 12 de marzo de 996.

## Familia
Se casó en 983 con Berta de Borgoña, hija de Conrado III de Borgoña y Matilde de Francia. Sus hijos fueron:
- Roberto I (fallecido entre 980 y 996), vizconde de Blois
- Teobaldo II (c. 985-1004),
- Odón II (c. 990-1037),
- Thierry (fallecido en 996),
- Agnes, casada con el vizconde Godofredo I de Thouars;[5]
- Roger.

## Genealogía simplificada de Odón I de Blois
: Rey de Francia

 : Duque de Bretaña

 : Conde de Blois

 : Conde de Troyes o de Meaux

 : Conde de Tours
|                           |                           |                           |                           |                           |                           |                          |                          |                          |                          |                   |                   |                         |                         |                         |                         |                         |                         |               |               |                       |                       |                           |                           |                           |                           |                           |                           |                       |                       |                       |                       |                       |                       |                  |                  |                       |                       |                       |                       |                       |                       |  |  |                           |                           |                           |                           |                           |                           |                       |                       |                        |                        |                        |                        |                        |                        |                        |                        |                        |                        |                      |                      |                      |                      |                    |                    |                    |                    |                     |                     |                     |                     |                     |                     |  |  |
|                           |                           | Teobaldo el Anciano       | Teobaldo el Anciano       | Teobaldo el Anciano       | Teobaldo el Anciano       | Teobaldo el Anciano      | Teobaldo el Anciano      |                          |                          | Richilda de Maine | Richilda de Maine | Richilda de Maine       | Richilda de Maine       | Richilda de Maine       | Richilda de Maine       |                         |                         |               |               |                       |                       | Herberto II de Vermandois | Herberto II de Vermandois | Herberto II de Vermandois | Herberto II de Vermandois | Herberto II de Vermandois | Herberto II de Vermandois |                       |                       |                       |                       |                       |                       | Adela de Francia | Adela de Francia | Adela de Francia      | Adela de Francia      | Adela de Francia      | Adela de Francia      |                       |                       |  |  |                           |                           | Rodolfo II de Borgoña     | Rodolfo II de Borgoña     | Rodolfo II de Borgoña     | Rodolfo II de Borgoña     | Rodolfo II de Borgoña | Rodolfo II de Borgoña |                        |                        | Berta de Suabia        | Berta de Suabia        | Berta de Suabia        | Berta de Suabia        | Berta de Suabia        | Berta de Suabia        |                        |                        | Luis IV de Francia   | Luis IV de Francia   | Luis IV de Francia   | Luis IV de Francia   | Luis IV de Francia | Luis IV de Francia |                    |                    | Gerberga de Sajonia | Gerberga de Sajonia | Gerberga de Sajonia | Gerberga de Sajonia | Gerberga de Sajonia | Gerberga de Sajonia |  |  |
|                           |                           | Teobaldo el Anciano       | Teobaldo el Anciano       | Teobaldo el Anciano       | Teobaldo el Anciano       | Teobaldo el Anciano      | Teobaldo el Anciano      |                          |                          | Richilda de Maine | Richilda de Maine | Richilda de Maine       | Richilda de Maine       | Richilda de Maine       | Richilda de Maine       |                         |                         |               |               |                       |                       | Herberto II de Vermandois | Herberto II de Vermandois | Herberto II de Vermandois | Herberto II de Vermandois | Herberto II de Vermandois | Herberto II de Vermandois |                       |                       |                       |                       |                       |                       | Adela de Francia | Adela de Francia | Adela de Francia      | Adela de Francia      | Adela de Francia      | Adela de Francia      |                       |                       |  |  |                           |                           | Rodolfo II de Borgoña     | Rodolfo II de Borgoña     | Rodolfo II de Borgoña     | Rodolfo II de Borgoña     | Rodolfo II de Borgoña | Rodolfo II de Borgoña |                        |                        | Berta de Suabia        | Berta de Suabia        | Berta de Suabia        | Berta de Suabia        | Berta de Suabia        | Berta de Suabia        |                        |                        | Luis IV de Francia   | Luis IV de Francia   | Luis IV de Francia   | Luis IV de Francia   | Luis IV de Francia | Luis IV de Francia |                    |                    | Gerberga de Sajonia | Gerberga de Sajonia | Gerberga de Sajonia | Gerberga de Sajonia | Gerberga de Sajonia | Gerberga de Sajonia |  |  |
|                           |                           |                           |                           |                           |                           |                          |                          |                          |                          |                   |                   |                         |                         |                         |                         |                         |                         |               |               |                       |                       |                           |                           |                           |                           |                           |                           |                       |                       |                       |                       |                       |                       |                  |                  |                       |                       |                       |                       |                       |                       |  |  |                           |                           |                           |                           |                           |                           |                       |                       |                        |                        |                        |                        |                        |                        |                        |                        |                        |                        |                      |                      |                      |                      |                    |                    |                    |                    |                     |                     |                     |                     |                     |                     |  |  |
|                           |                           |                           |                           |                           |                           |                          |                          |                          |                          |                   |                   |                         |                         |                         |                         |                         |                         |               |               |                       |                       |                           |                           |                           |                           |                           |                           |                       |                       |                       |                       |                       |                       |                  |                  |                       |                       |                       |                       |                       |                       |  |  |                           |                           |                           |                           |                           |                           |                       |                       |                        |                        |                        |                        |                        |                        |                        |                        |                        |                        |                      |                      |                      |                      |                    |                    |                    |                    |                     |                     |                     |                     |                     |                     |  |  |
|                           |                           |                           |                           | Teobaldo I de Blois       | Teobaldo I de Blois       | Teobaldo I de Blois      | Teobaldo I de Blois      | Teobaldo I de Blois      | Teobaldo I de Blois      |                   |                   | Liutgarda de Vermandois | Liutgarda de Vermandois | Liutgarda de Vermandois | Liutgarda de Vermandois | Liutgarda de Vermandois | Liutgarda de Vermandois |               |               | Odón de Vermandois    | Odón de Vermandois    | Odón de Vermandois        | Odón de Vermandois        | Odón de Vermandois        | Odón de Vermandois        |                           |                           | Herberto III de Omois | Herberto III de Omois | Herberto III de Omois | Herberto III de Omois | Herberto III de Omois | Herberto III de Omois |                  |                  | Roberto de Vermandois | Roberto de Vermandois | Roberto de Vermandois | Roberto de Vermandois | Roberto de Vermandois | Roberto de Vermandois |  |  | Adalberto I de Vermandois | Adalberto I de Vermandois | Adalberto I de Vermandois | Adalberto I de Vermandois | Adalberto I de Vermandois | Adalberto I de Vermandois |                       |                       | Conrado III de Borgoña | Conrado III de Borgoña | Conrado III de Borgoña | Conrado III de Borgoña | Conrado III de Borgoña | Conrado III de Borgoña |                        |                        |                        |                        |                      |                      | Matilde de Francia   | Matilde de Francia   | Matilde de Francia | Matilde de Francia | Matilde de Francia | Matilde de Francia |                     |                     |                     |                     |                     |                     |  |  |
|                           |                           |                           |                           | Teobaldo I de Blois       | Teobaldo I de Blois       | Teobaldo I de Blois      | Teobaldo I de Blois      | Teobaldo I de Blois      | Teobaldo I de Blois      |                   |                   | Liutgarda de Vermandois | Liutgarda de Vermandois | Liutgarda de Vermandois | Liutgarda de Vermandois | Liutgarda de Vermandois | Liutgarda de Vermandois |               |               | Odón de Vermandois    | Odón de Vermandois    | Odón de Vermandois        | Odón de Vermandois        | Odón de Vermandois        | Odón de Vermandois        |                           |                           | Herberto III de Omois | Herberto III de Omois | Herberto III de Omois | Herberto III de Omois | Herberto III de Omois | Herberto III de Omois |                  |                  | Roberto de Vermandois | Roberto de Vermandois | Roberto de Vermandois | Roberto de Vermandois | Roberto de Vermandois | Roberto de Vermandois |  |  | Adalberto I de Vermandois | Adalberto I de Vermandois | Adalberto I de Vermandois | Adalberto I de Vermandois | Adalberto I de Vermandois | Adalberto I de Vermandois |                       |                       | Conrado III de Borgoña | Conrado III de Borgoña | Conrado III de Borgoña | Conrado III de Borgoña | Conrado III de Borgoña | Conrado III de Borgoña |                        |                        |                        |                        |                      |                      | Matilde de Francia   | Matilde de Francia   | Matilde de Francia | Matilde de Francia | Matilde de Francia | Matilde de Francia |                     |                     |                     |                     |                     |                     |  |  |
|                           |                           |                           |                           |                           |                           |                          |                          |                          |                          |                   |                   |                         |                         |                         |                         |                         |                         |               |               |                       |                       |                           |                           |                           |                           |                           |                           |                       |                       |                       |                       |                       |                       |                  |                  |                       |                       |                       |                       |                       |                       |  |  |                           |                           |                           |                           |                           |                           |                       |                       |                        |                        |                        |                        |                        |                        |                        |                        |                        |                        |                      |                      |                      |                      |                    |                    |                    |                    |                     |                     |                     |                     |                     |                     |  |  |
|                           |                           |                           |                           |                           |                           |                          |                          |                          |                          |                   |                   |                         |                         |                         |                         |                         |                         |               |               |                       |                       |                           |                           |                           |                           |                           |                           |                       |                       |                       |                       |                       |                       |                  |                  |                       |                       |                       |                       |                       |                       |  |  |                           |                           |                           |                           |                           |                           |                       |                       |                        |                        |                        |                        |                        |                        |                        |                        |                        |                        |                      |                      |                      |                      |                    |                    |                    |                    |                     |                     |                     |                     |                     |                     |  |  |
|                           |                           |                           |                           |                           |                           |                          |                          |                          |                          |                   |                   |                         |                         |                         |                         |                         |                         |               |               |                       |                       |                           |                           |                           |                           |                           |                           |                       |                       |                       |                       |                       |                       |                  |                  |                       |                       |                       |                       |                       |                       |  |  |                           |                           |                           |                           |                           |                           |                       |                       |                        |                        |                        |                        |                        |                        |                        |                        |                        |                        |                      |                      |                      |                      |                    |                    |                    |                    |                     |                     |                     |                     |                     |                     |  |  |
|                           |                           |                           |                           |                           |                           |                          |                          |                          |                          |                   |                   |                         |                         |                         |                         |                         |                         |               |               |                       |                       |                           |                           |                           |                           |                           |                           |                       |                       |                       |                       |                       |                       |                  |                  |                       |                       |                       |                       |                       |                       |  |  |                           |                           |                           |                           |                           |                           |                       |                       |                        |                        |                        |                        |                        |                        |                        |                        |                        |                        |                      |                      |                      |                      |                    |                    |                    |                    |                     |                     |                     |                     |                     |                     |  |  |
| Guillermo IV de Aquitania | Guillermo IV de Aquitania | Guillermo IV de Aquitania | Guillermo IV de Aquitania | Guillermo IV de Aquitania | Guillermo IV de Aquitania |                          |                          | Emma de Blois            | Emma de Blois            | Emma de Blois     | Emma de Blois     | Emma de Blois           | Emma de Blois           |                         |                         | Hugo de Blois           | Hugo de Blois           | Hugo de Blois | Hugo de Blois | Hugo de Blois         | Hugo de Blois         |                           |                           | Teobaldo                  | Teobaldo                  | Teobaldo                  | Teobaldo                  | Teobaldo              | Teobaldo              |                       |                       | Odón                  | Odón                  | Odón             | Odón             | Odón                  | Odón                  |                       |                       |                       |                       |  |  |                           |                           | Berta de Borgoña          | Berta de Borgoña          | Berta de Borgoña          | Berta de Borgoña          | Berta de Borgoña      | Berta de Borgoña      |                        |                        |                        |                        | Rodolfo III de Borgoña | Rodolfo III de Borgoña | Rodolfo III de Borgoña | Rodolfo III de Borgoña | Rodolfo III de Borgoña | Rodolfo III de Borgoña |                      |                      |                      |                      |                    |                    |                    |                    |                     |                     |                     |                     |                     |                     |  |  |
| Guillermo IV de Aquitania | Guillermo IV de Aquitania | Guillermo IV de Aquitania | Guillermo IV de Aquitania | Guillermo IV de Aquitania | Guillermo IV de Aquitania |                          |                          | Emma de Blois            | Emma de Blois            | Emma de Blois     | Emma de Blois     | Emma de Blois           | Emma de Blois           |                         |                         | Hugo de Blois           | Hugo de Blois           | Hugo de Blois | Hugo de Blois | Hugo de Blois         | Hugo de Blois         |                           |                           | Teobaldo                  | Teobaldo                  | Teobaldo                  | Teobaldo                  | Teobaldo              | Teobaldo              |                       |                       | Odón                  | Odón                  | Odón             | Odón             | Odón                  | Odón                  |                       |                       |                       |                       |  |  |                           |                           | Berta de Borgoña          | Berta de Borgoña          | Berta de Borgoña          | Berta de Borgoña          | Berta de Borgoña      | Berta de Borgoña      |                        |                        |                        |                        | Rodolfo III de Borgoña | Rodolfo III de Borgoña | Rodolfo III de Borgoña | Rodolfo III de Borgoña | Rodolfo III de Borgoña | Rodolfo III de Borgoña |                      |                      |                      |                      |                    |                    |                    |                    |                     |                     |                     |                     |                     |                     |  |  |
|                           |                           |                           |                           |                           |                           |                          |                          |                          |                          |                   |                   |                         |                         |                         |                         |                         |                         |               |               |                       |                       |                           |                           |                           |                           |                           |                           |                       |                       |                       |                       |                       |                       |                  |                  |                       |                       |                       |                       |                       |                       |  |  |                           |                           |                           |                           |                           |                           |                       |                       |                        |                        |                        |                        |                        |                        |                        |                        |                        |                        |                      |                      |                      |                      |                    |                    |                    |                    |                     |                     |                     |                     |                     |                     |  |  |
|                           |                           |                           |                           |                           |                           |                          |                          |                          |                          |                   |                   |                         |                         |                         |                         |                         |                         |               |               |                       |                       |                           |                           |                           |                           |                           |                           |                       |                       |                       |                       |                       |                       |                  |                  |                       |                       |                       |                       |                       |                       |  |  |                           |                           |                           |                           |                           |                           |                       |                       |                        |                        |                        |                        |                        |                        |                        |                        |                        |                        |                      |                      |                      |                      |                    |                    |                    |                    |                     |                     |                     |                     |                     |                     |  |  |
|                           |                           |                           |                           | Guillermo V de Aquitania  | Guillermo V de Aquitania  | Guillermo V de Aquitania | Guillermo V de Aquitania | Guillermo V de Aquitania | Guillermo V de Aquitania |                   |                   | Godofredo I de Thouars  | Godofredo I de Thouars  | Godofredo I de Thouars  | Godofredo I de Thouars  | Godofredo I de Thouars  | Godofredo I de Thouars  |               |               | Agnes de Blois        | Agnes de Blois        | Agnes de Blois            | Agnes de Blois            | Agnes de Blois            | Agnes de Blois            |                           |                           | Teobaldo II de Blois  | Teobaldo II de Blois  | Teobaldo II de Blois  | Teobaldo II de Blois  | Teobaldo II de Blois  | Teobaldo II de Blois  |                  |                  | Odón II de Blois      | Odón II de Blois      | Odón II de Blois      | Odón II de Blois      | Odón II de Blois      | Odón II de Blois      |  |  | Ermengarda de Auvernia    | Ermengarda de Auvernia    | Ermengarda de Auvernia    | Ermengarda de Auvernia    | Ermengarda de Auvernia    | Ermengarda de Auvernia    |                       |                       | Roger                  | Roger                  | Roger                  | Roger                  | Roger                  | Roger                  |                        |                        | Thierry                | Thierry                | Thierry              | Thierry              | Thierry              | Thierry              |                    |                    | Roberto I de Blois | Roberto I de Blois | Roberto I de Blois  | Roberto I de Blois  | Roberto I de Blois  | Roberto I de Blois  |                     |                     |  |  |
|                           |                           |                           |                           | Guillermo V de Aquitania  | Guillermo V de Aquitania  | Guillermo V de Aquitania | Guillermo V de Aquitania | Guillermo V de Aquitania | Guillermo V de Aquitania |                   |                   | Godofredo I de Thouars  | Godofredo I de Thouars  | Godofredo I de Thouars  | Godofredo I de Thouars  | Godofredo I de Thouars  | Godofredo I de Thouars  |               |               | Agnes de Blois        | Agnes de Blois        | Agnes de Blois            | Agnes de Blois            | Agnes de Blois            | Agnes de Blois            |                           |                           | Teobaldo II de Blois  | Teobaldo II de Blois  | Teobaldo II de Blois  | Teobaldo II de Blois  | Teobaldo II de Blois  | Teobaldo II de Blois  |                  |                  | Odón II de Blois      | Odón II de Blois      | Odón II de Blois      | Odón II de Blois      | Odón II de Blois      | Odón II de Blois      |  |  | Ermengarda de Auvernia    | Ermengarda de Auvernia    | Ermengarda de Auvernia    | Ermengarda de Auvernia    | Ermengarda de Auvernia    | Ermengarda de Auvernia    |                       |                       | Roger                  | Roger                  | Roger                  | Roger                  | Roger                  | Roger                  |                        |                        | Thierry                | Thierry                | Thierry              | Thierry              | Thierry              | Thierry              |                    |                    | Roberto I de Blois | Roberto I de Blois | Roberto I de Blois  | Roberto I de Blois  | Roberto I de Blois  | Roberto I de Blois  |                     |                     |  |  |
|                           |                           |                           |                           |                           |                           |                          |                          |                          |                          |                   |                   |                         |                         |                         |                         |                         |                         |               |               |                       |                       |                           |                           |                           |                           |                           |                           |                       |                       |                       |                       |                       |                       |                  |                  |                       |                       |                       |                       |                       |                       |  |  |                           |                           |                           |                           |                           |                           |                       |                       |                        |                        |                        |                        |                        |                        |                        |                        |                        |                        |                      |                      |                      |                      |                    |                    |                    |                    |                     |                     |                     |                     |                     |                     |  |  |
|                           |                           |                           |                           |                           |                           |                          |                          |                          |                          |                   |                   |                         |                         |                         |                         |                         |                         |               |               |                       |                       |                           |                           |                           |                           |                           |                           |                       |                       |                       |                       |                       |                       |                  |                  |                       |                       |                       |                       |                       |                       |  |  |                           |                           |                           |                           |                           |                           |                       |                       |                        |                        |                        |                        |                        |                        |                        |                        |                        |                        |                      |                      |                      |                      |                    |                    |                    |                    |                     |                     |                     |                     |                     |                     |  |  |
|                           |                           |                           |                           |                           |                           |                          |                          |                          |                          |                   |                   |                         |                         |                         |                         |                         |                         |               |               |                       |                       |                           |                           |                           |                           |                           |                           |                       |                       |                       |                       |                       |                       |                  |                  |                       |                       |                       |                       |                       |                       |  |  |                           |                           |                           |                           |                           |                           |                       |                       |                        |                        |                        |                        |                        |                        |                        |                        |                        |                        |                      |                      |                      |                      |                    |                    |                    |                    |                     |                     |                     |                     |                     |                     |  |  |
|                           |                           |                           |                           |                           |                           |                          |                          |                          |                          |                   |                   |                         |                         |                         |                         |                         |                         |               |               |                       |                       |                           |                           |                           |                           |                           |                           |                       |                       |                       |                       |                       |                       |                  |                  |                       |                       |                       |                       |                       |                       |  |  |                           |                           |                           |                           |                           |                           |                       |                       |                        |                        |                        |                        |                        |                        |                        |                        |                        |                        |                      |                      |                      |                      |                    |                    |                    |                    |                     |                     |                     |                     |                     |                     |  |  |
|                           |                           |                           |                           |                           |                           |                          |                          |                          |                          |                   |                   | Amalarico IV de Thouars | Amalarico IV de Thouars | Amalarico IV de Thouars | Amalarico IV de Thouars | Amalarico IV de Thouars | Amalarico IV de Thouars |               |               | Teobaldo III de Blois | Teobaldo III de Blois | Teobaldo III de Blois     | Teobaldo III de Blois     | Teobaldo III de Blois     | Teobaldo III de Blois     |                           |                           | Almodis de Blois      | Almodis de Blois      | Almodis de Blois      | Almodis de Blois      | Almodis de Blois      | Almodis de Blois      |                  |                  | Esteban II de Troyes  | Esteban II de Troyes  | Esteban II de Troyes  | Esteban II de Troyes  | Esteban II de Troyes  | Esteban II de Troyes  |  |  | Hugo IV de Maine          | Hugo IV de Maine          | Hugo IV de Maine          | Hugo IV de Maine          | Hugo IV de Maine          | Hugo IV de Maine          |                       |                       | Berta de Blois         | Berta de Blois         | Berta de Blois         | Berta de Blois         | Berta de Blois         | Berta de Blois         |                        |                        | Alano III de Bretaña   | Alano III de Bretaña   | Alano III de Bretaña | Alano III de Bretaña | Alano III de Bretaña | Alano III de Bretaña |                    |                    |                    |                    |                     |                     |                     |                     |                     |                     |  |  |
|                           |                           |                           |                           |                           |                           |                          |                          |                          |                          |                   |                   | Amalarico IV de Thouars | Amalarico IV de Thouars | Amalarico IV de Thouars | Amalarico IV de Thouars | Amalarico IV de Thouars | Amalarico IV de Thouars |               |               | Teobaldo III de Blois | Teobaldo III de Blois | Teobaldo III de Blois     | Teobaldo III de Blois     | Teobaldo III de Blois     | Teobaldo III de Blois     |                           |                           | Almodis de Blois      | Almodis de Blois      | Almodis de Blois      | Almodis de Blois      | Almodis de Blois      | Almodis de Blois      |                  |                  | Esteban II de Troyes  | Esteban II de Troyes  | Esteban II de Troyes  | Esteban II de Troyes  | Esteban II de Troyes  | Esteban II de Troyes  |  |  | Hugo IV de Maine          | Hugo IV de Maine          | Hugo IV de Maine          | Hugo IV de Maine          | Hugo IV de Maine          | Hugo IV de Maine          |                       |                       | Berta de Blois         | Berta de Blois         | Berta de Blois         | Berta de Blois         | Berta de Blois         | Berta de Blois         |                        |                        | Alano III de Bretaña   | Alano III de Bretaña   | Alano III de Bretaña | Alano III de Bretaña | Alano III de Bretaña | Alano III de Bretaña |                    |                    |                    |                    |                     |                     |                     |                     |                     |                     |  |  |
|                           |                           |                           |                           |                           |                           |                          |                          |                          |                          |                   |                   |                         |                         |                         |                         |                         |                         |               |               |                       |                       |                           |                           |                           |                           |                           |                           |                       |                       |                       |                       |                       |                       |                  |                  |                       |                       |                       |                       |                       |                       |  |  |                           |                           |                           |                           |                           |                           |                       |                       |                        |                        |                        |                        |                        |                        |                        |                        |                        |                        |                      |                      |                      |                      |                    |                    |                    |                    |                     |                     |                     |                     |                     |                     |  |  |

## Sucesiones
Después de su padre, Odón fue el segundo conde tibaldiano de Blois, y conservó el cargo hasta su muerte. Además, la familia aliada de los Vermandois se le ofreció Reims:

| Predecesor: Teobaldo I de Blois   | Conde de Blois, Tours, Chartres, Châteaudun y Provins 977 - 996 (19 años) | Sucesor: Teobaldo II |
| Predecesor: Herberto III de Omois | Conde de Reims 982 - 995 (13 años)                                        | Sucesor: Teobaldo II |